# André Blanc-Lapierre
André Joseph Blanc-Lapierre, né le 7 juillet 1915 à Lavaur (Tarn) et mort le 14 décembre 2001 à Clamart, est un physicien, professeur à l'université Paris-Sud (Orsay), membre et Président de l'Académie des Sciences de 1985 à 1986.

## Parcours professionnel
André Blanc-Lapierre étudie de 1934 à 1938 à l'École normale supérieure. Il réussit le concours d'agrégation en 1938, puis soutient deux thèses, l'une en physique en 1944, l'autre en mathématiques l'année suivante. De 1956 à 1961 il enseigne ensuite à l'université d'Alger, en travaillant aussi à l'Institut d'études nucléaires de cette même ville. À partir de 1961 il exerce conjointement à l'université de Paris-11 et à l'accélérateur linéaire d'Orsay. Il y est à l'origine de la création de l'anneau de collisions à électrons et positrons. En 1969 il devient directeur général de l'École supérieure d'électricité (Supélec),.

## Distinctions
Il a présidé le Comité consultatif de la recherche scientifique et technique, la Société française de physique, le Conseil supérieur de la sûreté et de l'information nucléaires et l'Académie des sciences.

## Décorations
- Grand-officier de la Légion d'honneur (1992)[5]
- Grand officier de l'ordre national du Mérite

## Publications
- Fonctions aléatoires avec Bernard Picinbono, collection du CNET chez Masson (1981),  (ISBN 9782225689048)

## Hommages
Une rue de Gif-sur-Yvette, sur le plateau de Saclay, porte son nom.
Les Prix scientifiques «Jeunes» André Blanc-Lapierre sont décernés chaque année aux meilleurs étudiants au niveau master ingénieur des établissements français d’enseignement supérieur dans les domaines de l’électricité, de l’électronique, des technologies de l’information et de la communication, ainsi qu’à leur équipe pédagogique. Ces prix se déclinent en Prix Régionaux puis en Prix National.